# Jakob Minor
Jakob Minor (Bécs, 1855. április 15. — Bécs, 1912. október 7.) osztrák irodalomtörténész.

## Munkássága
Előbb a milánói, majd 1884-től a bécsi egyetem német irodalomtörténet-tanára volt egészen haláláig. Műveit pozitivista szemléletmódban írta, a német romantika, a sorstragédia műfaja és a német verselés voltak legfőbb kutatási területei. Tanítványai között számos magyar is akadt, akiknek nagy részével később is összeköttetésben maradt. A magyar tudományos világgal való jó viszonyának tanúsága az a tanulmánya, amelyet a Heinrich-albumba írt, Heinrich Gusztáv egyetemi tanárságának jubileuma  alkalmából. Végrendeletében egyebek között tízezer koronát hagyott alapítvány számára azzal a rendeltetéssel, hogy kamataival ötévente a közben megjelent legkiválóbb német irodalomtörténeti munkát jutalmazzák.

## Főbb művei
- Christian Felix Weisse (Innsbruck, 1880);
- Johann Georg Hamann (Frankfurt, 1881);
- Die Schicksalstragödie in ihren Hauptvertretern (Frankfurt, 1883);
- Die deutsche Literatur in Wien und Niederösterreich (Az Osztrák-magyar monarchia írásban és képben c. kiadvány I. kötetében, Wien 1886);
- Schiller, sein Leben und seine Werke (Berlin 1890, 2 kötet);
- Allerhand Sprachgrobheiten (Stuttgart, 1892);
- Neuhochdeutsche Metrik (1893, 2. kiadás 1902);
- Ferdinand von Saar (Wien, 1898);
- Goethes Faust I. Teil (Stuttgart 1901, 2 kötet);
- Grillparzer (Wien, 1903);
- Goethes Fragmente vom ewigen Juden (Stuttgart, 1904);
- Goethes Mahomet (Jena, 1907);
- Fritz Krastel (1908);
- Luftfahrten in der Literatur (1909);
- Studien zu Novalis (1911).